# سيباستيان والوكيويس
سيباستيان والوكيويس (مواليد 5 أبريل 2000) هو لاعب كرة قدم بولندي يلعب كمدافع في نادي كالياري.

## روابط خارجية
- سيباستيان والوكيويس على موقع الاتحاد الأوربي (الإنجليزية)
- سيباستيان والوكيويس على موقع قاعدة بيانات كرة القدم.إي يو (الإنجليزية)
- سيباستيان والوكيويس على موقع ناشيونال فوتبول تيمز (الإنجليزية)
- سيباستيان والوكيويس على موقع Soccerway.com (الإنجليزية)
- سيباستيان والوكيويس على موقع عالم كرة القدم.نت (الإنجليزية)